# Spicers venusschoentje
Spicers venusschoentje (Paphiopedilum spicerianum) is een orchideeënsoort. 
De soort komt van nature voor in de Himalaya en wordt wereldwijd gekweekt door orchideeënkwekerijen, orchideeënverzamelaars en tropische tuinen. Spicers venusschoentje behoort tot een van de bekendste vertegenwoordigers van haar geslacht.

## Kenmerken
Spicers venusschoentje produceert doorgaans één bloem per bloemstengel, alhoewel het sporadisch ook kan voorkomen dat er twee bloemen aan een bloemstengel verschijnen. Opvallend aan de bloemen zijn het paarsroze staminodium en de paarse streep in het midden van de witte vlag. Individuele planten produceren vier tot zes bladeren. De bladeren hebben een langwerpige, elliptische vorm en zijn meestal bleekgroen aan de onderkant.

## Ecologie
De soort heeft in het wild een terrestrische of lithofytische levenswijze. Het is een mesofiele orchidee die een standplaats verlangt in de schaduw of halfschaduw. De bloei vindt plaats in de winter. Een belangrijke bestuiver van het spicers venusschoentje is de snorzweefvlieg (Episyrphus balteatus).

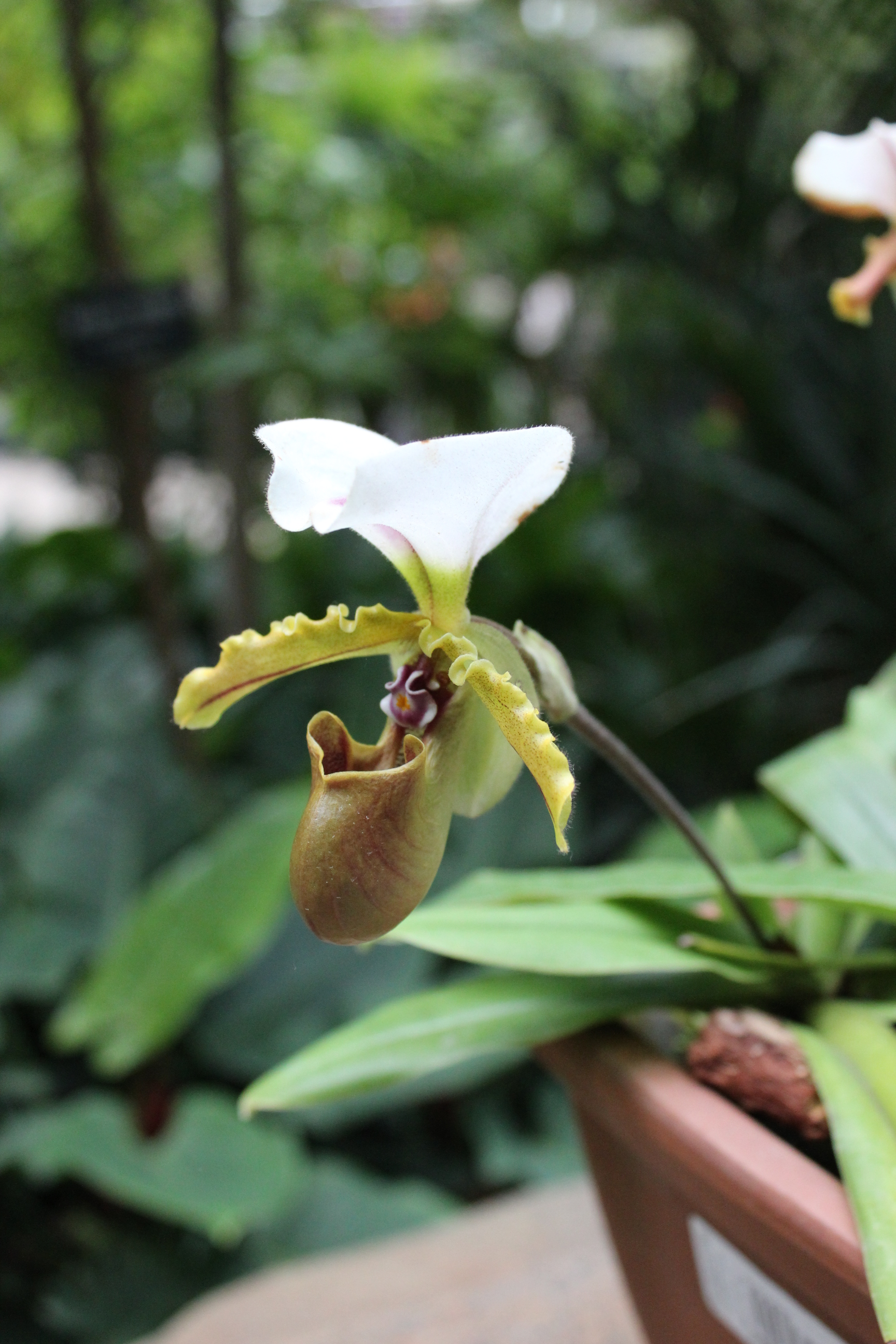
P. spicerianum in de botanische tuin van Seoel (Zuid-Korea)
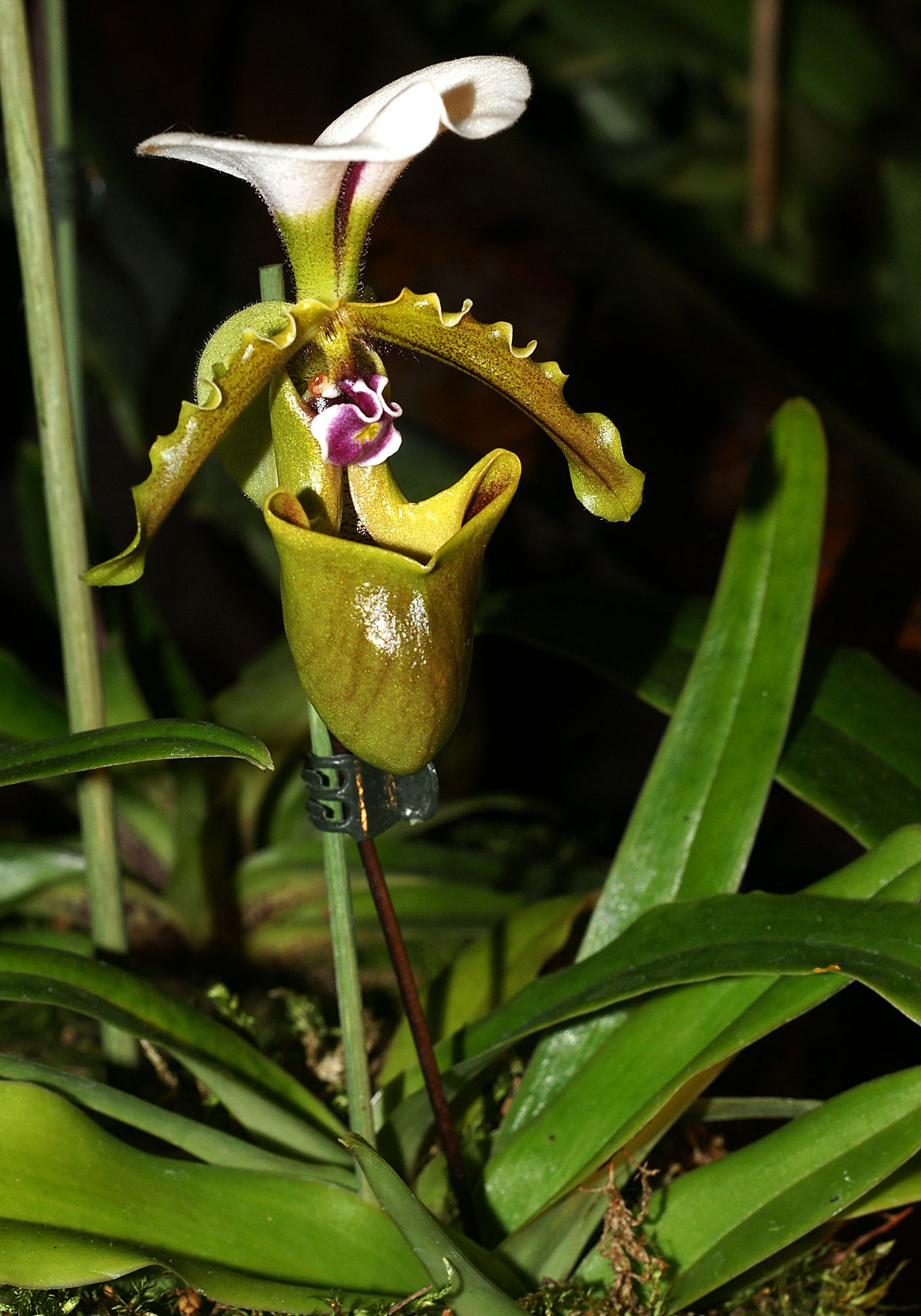
P. spicerianum op een orchideeënshow in Dresden (Duitsland)
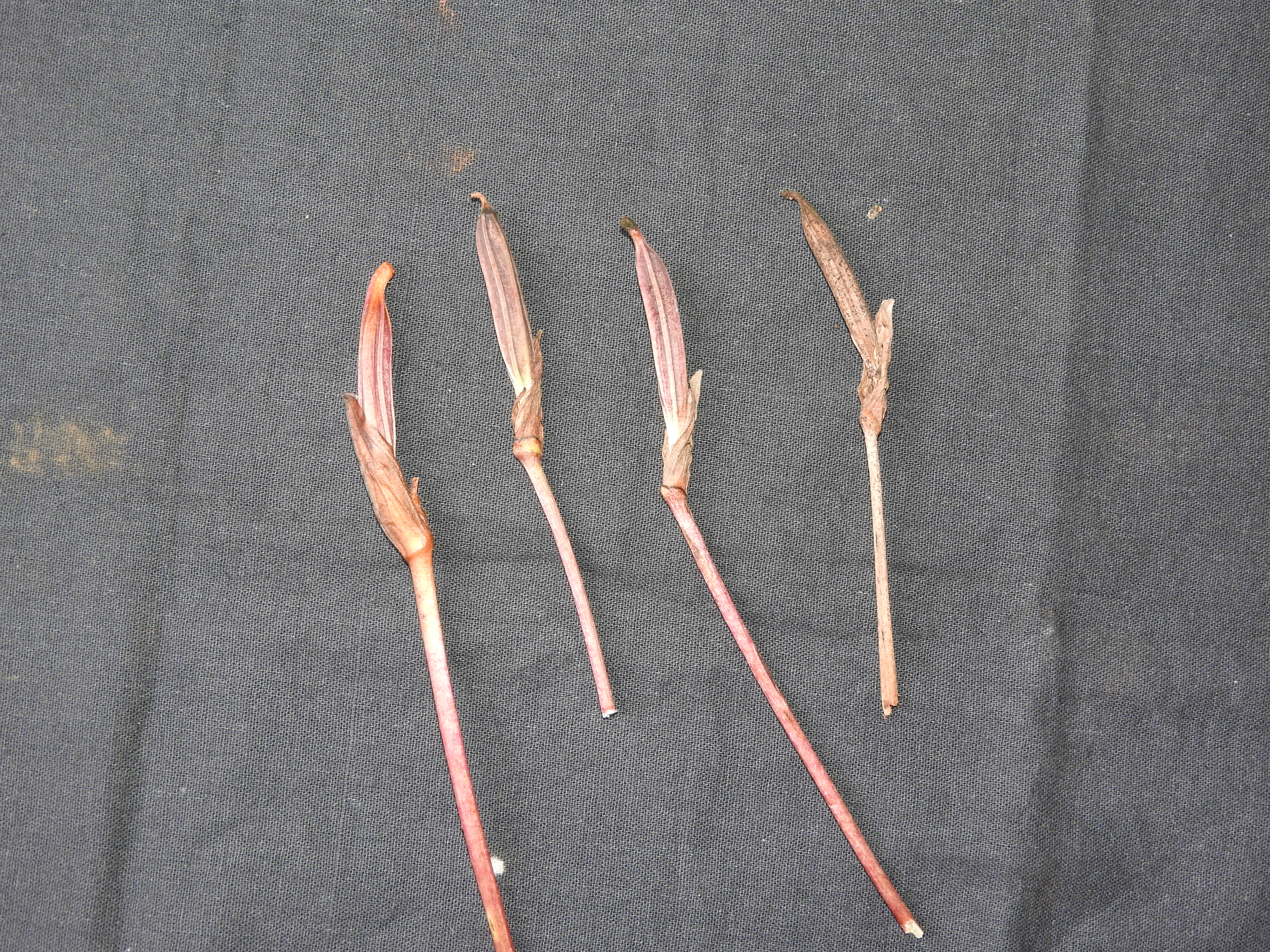
Gedroogde zaaddozen van P. spicerianum
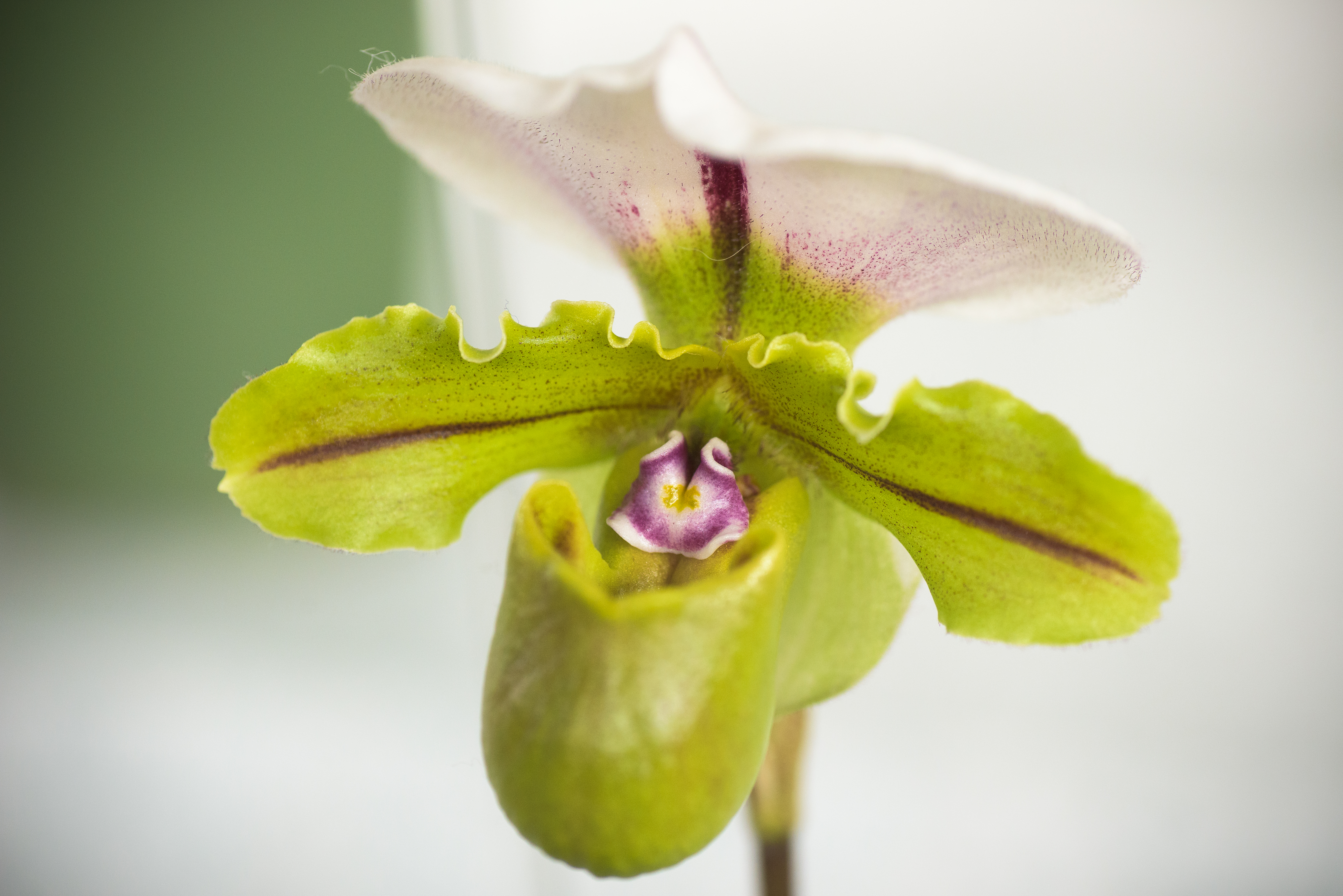
Japanse cultivar 'Tottori Hanakairo'